# MVP Track & Field Club
Der MVP Track & Field Club ist ein jamaikanischer Leichtathletikverein. Er ist Vollmitglied der Jamaica Amateur Athletic Association. Das Akronym MVP, das in Anspielung auf den in Mannschaftssportarten oft ausgezeichneten Most Valuable Player (wertvollster Spieler) steht, bedeutet hier maximising velocity and power. Der Verein wurde 1999 vom Leichtathletiktrainer Stephen Francis, David Noel, Paul Francis und Bruce James mit der Absicht gegründet, die Abwanderung talentierter Nachwuchsathleten an Colleges in den USA dadurch zu verhindern, dass ihnen die Möglichkeit gegeben wurde, in Jamaika zu bleiben und zu trainieren. Der MVP hat derzeit mehr als 50 Mitglieder. Darunter sind etliche herausragende Athleten, die neben anderen bei den Olympischen Spielen 2008 in Peking für die Dominanz Jamaikas in den Lauf- und Sprungwettbewerben sorgten. Dazu gehören Shelly-Ann Fraser-Pryce und Sherone Simpson über die 100 m, Shericka Williams über 400 m, Melaine Walker über die 400 m Hürden und Brigitte Foster-Hylton über 100 m Hürden. Bei den Männern ist es neben den 100-Meter-Sprintern Nesta Carter und Asafa Powell noch der Brite Germaine Mason als Silbermedaillengewinner im Hochsprung. Zahlreiche Welt-, Kontinental und Landesrekorde, auch im Juniorenbereich, werden von Sportlern des Klubs gehalten.